# Changkhyim
Changkhyim (Ngawang Khyenrab Pälsang) (? - ca. 1920), was een Tibetaans politicus.

## Loopbaan
In 1903 werd hij samen met de andere drie leden van het kernkabinet (Kashag) door de Tsongdu beschuldigd van verraad. De dertiende dalai lama degradeerde hem en zette hem af.
In 1907, toen de dalai lama Tibet was ontvlucht, werd hij door de viceamban Zhang Yintang teruggeroepen naar Lhasa en benoemd tot adviseur van het parlement. Deze functie was vergelijkbaar met premier en deelde hij met twee andere kalön tripa's, Shatra en Sholkhang.
Toen de dalai lama was teruggekeerd naar Lhasa won hij diens vertrouwen terug. In 1908 creëerde hij het ambt van Lönchen voor de drie premiers. In 1910 begeleidde hij de dalai lama tijdens diens reis naar Brits-Indië.